# Drummond (Idaho)
Pour les articles homonymes, voir Drummond.
Drummond est une ville américaine située dans le comté de Fremont en Idaho.

## Démographie
| 1920 | 1930 | 1940 | 1950 | 1960 | 1970 |
| ---- | ---- | ---- | ---- | ---- | ---- |
| 115  | 61   | 66   | 59   | 31   | 13   |

| 1980 | 1990 | 2000 | 2010 | - | - |
| ---- | ---- | ---- | ---- | - | - |
| 25   | 37   | 15   | 16   | - | - |

Selon le recensement de 2010, Drummond compte 16 habitants. La municipalité s'étend sur 0,10 mille carré (0,26 km2).